# Association suisse des transports routiers
L'Association suisse des transports routiers (ASTAG) (en allemand : Schweizerische Nutzfahrzeugverband (ASTAG) ; en italien : Associazione svizzera dei trasportatori stradali (ASTAG)) est l'organisation faîtière suisse de défense des intérêts du secteur des transports routiers,,.
Son siège est à Berne.
Elle comptait quelque 5 000 membres en 2011, environ 3 000 en 2023.

## Fondation, siège et membres
L'ASTAG est fondée le 20 janvier 1979, par la fusion entre l'Association suisse des propriétaires d'autocamions et la Fédération suisse de l'industrie des transports automobiles,,.

## Identité visuelle
Dans les années 1980 et 1990, son logo est un éléphant bleu muni d'une casquette rouge, monté sur quatre roues.

## Activités
Au début des années 1980, elle organise une campagne de sensibilisation nationale aux dangers que représente la marche arrière pour les camions.
À la fin des années 1990, elle s'oppose sans succès à l'introduction de la redevance poids lourds liée aux prestations en lançant un référendum contre la loi,.

## Publication
L'ASTAG publie la revue Transport routier (STR), qui paraît tous les deux mois,.

## Présidents
- Thierry Burkart (2020-)
- Adrian Amstutz (2008-2020)
- Carlo Schmid-Sutter (2000-2008)
- Charles Friderici (1991-2000)